# Georges Willems
Georges Willems fue un deportista belga que compitió en remo. Ganó dos medallas en el Campeonato Europeo de Remo, oro en 1910 y plata en 1912.

## Palmarés internacional
| Campeonato Europeo | Campeonato Europeo | Campeonato Europeo | Campeonato Europeo |
| Año                | Lugar              | Medalla            | Prueba             |
| ------------------ | ------------------ | ------------------ | ------------------ |
| 1910               | Ostende (Bélgica)  | Medalla de oro     | Ocho con timonel   |
| 1912               | Ginebra (Suiza)    | Medalla de plata   | Cuatro con timonel |